# 土城 (臺南市)
土城是臺灣臺南市安南區的一個地名，舊稱「土城仔」。該地曾為臺江內海的一部分，是道光三年（1823年）曾文溪爆洪帶來的泥沙所生成的海埔新生地之一。當地最主要的信仰中心為正統鹿耳門聖母廟，該廟所主辦的土城仔香已被列為文化資產。
土城一帶又可細分成「頂堡」、「下堡」兩區域，頂堡包含溪埔仔、砂崙腳、下十份塭、青草崙等地，下堡則包含中洲角、土城仔角、郭岑寮、蚵寮、虎尾寮、鄭仔寮、港仔西等地。